# Francisco Serrano (escritor)
Francisco Serrano (Mação, Mação, 20 de Agosto de 1862 - Mação, Mação, 27 de Outubro de 1941) foi um etnógrafo, músico, escritor, jornalista.
Dinamizador, músico, regente e compositor da Sociedade Filarmónica União Maçaense.

## Obras
- Romances e Canções Populares da Minha Terra" Braga 1921 Tip.ª A Eléctrica;
- Elementos Históricos e Etnográficos de Mação" Ferreira do Zêzere, Tip.ª Ferreirense S.D. (Prefácio de Abril de 1935);
- Viagem à Roda de Mação" C.M. Mação 1972.

Todos em reedição facsimilada, pela Câmara municipal de Mação em 1998.